# Chhimed Rigdzin
Chhimed Rigdzin Lama (tib.: 'chi med rig 'dzin; auch: Chhimed Rigdzin Rinpoche; Zilnon Lingpa; * 1922; † 2002) war ein bedeutender Lama und Linienhalter der Nyingma-Schule des tibetischen Buddhismus.
Er war Abt des Khordong-Klosters in Kham, Tibet, in der heutigen chinesischen Provinz Sichuan gelegen und galt als Heiler und Mahasiddha. Chhimed Rigdzin Lama war Linienhalter sowohl der Nördlichen Schätze, als auch der Khordong-Linie, einer Linie buddhistischer Übertragung, die auf den Schatzfinder Nuden Dorje (Nuden Dorje Drophan Lingpa Drolo Tsal, 1809–1872, tib.: Nus lDan rDo rJe 'Gro Phan gLing Pa Gro Lod rTsal) zurückgeht, als dessen 4. Inkarnation Chhimed Rigdzin galt. Ebenso wie Dudjom Rinpoche, dessen Schüler Chhimed Rigdzin war, galt auch Dudjom Rinpoche als Inkarnation des Nyingma-Lamas Dudjom Lingpa (1835–1904) und aller mit Dudjom Lingpa zusammenhängenden Vorinkarnationen. In Tibet soll Chhimed Rigdzin Rinpoche unter anderem im 8. Jahrhundert als Khyechung Lotsawa, einem der 25 so genannten Schüler von Chimphu von Guru Rinpoches inkarniert gewesen sein. Chhimed Rigdzin Lama war selbst ein Schatzfinder von Guru Rinpoches im 8. Jahrhundert versteckten spirituellen Schätzen. Er reiste viel im Westen und gründete das Khordong-Byangter-Kloster in West-Bengalen in Indien und das Kloster Khordong Drophan Ling in der Nähe des polnisch-tschechischen Grenzübergangs Nachod/Kudowa-Zdroj. Nachfolgender Linienhalter der Khordong-Übertragung ist sein eigener Sohn Ugen Chencho Lama, der wie sein Vater regelmäßig im Westen Belehrungen und Übertragungen dieser Linie gibt. James Low gilt als einer Chhimed Rigdzins Hauptschüler, der ca. 10 Jahre mit Rinpoche und seiner Familie in Indien verbrachte und mit dem er gemeinsam viele Texte der Byangter und Khordong Tradition ins Englische übersetzte und veröffentlichte.